# Abraham de Wees
Abraham de Wees (Amsterdam (?) – Amsterdam (?), 1654) was uitgever en boekverkoper op de Dam in Amsterdam. Zijn bedrijf was gevestigd op de Vijgendam in het pand 't Nieuwe Testament' en werkzaam in de periode 1630-1654.

## Biografie

### Loopbaan en drukkersmerk
Na de dood van Willem Jansz. Blaeu in 1638 werd de remonstrantse Abraham de Wees de nieuwe uitgever van dichter Joost van den Vondel (1587-1679). Dit zou het bedrijf een impuls geven, aangezien De Wees van 1630 tot 1638 slechts zes werken (inclusief herdrukken) had uitgegeven. Hij gaf Vondels werken uit in een verzorgde, uniforme stijl. De werken waren herkenbaar aan het drukkersmerk van de uitgever, een waterput met devies ‘Elck zyn beurt’. De Wees gaf de toneelstukken uit in een dun kwartoformaat, waardoor de koper makkelijk zijn eigen Vondel-collectie kon samenstellen. De vormgeving en stijl van De Wees was zo succesvol dat andere boekverkopers (zoals Kornelis de Bruyn en Jan Bouman) in de jaren 1660/1670 Vondels werken in octavo gingen herdrukken en hierbij ook het bekende drukkersmerk (de put) en het devies overnamen.

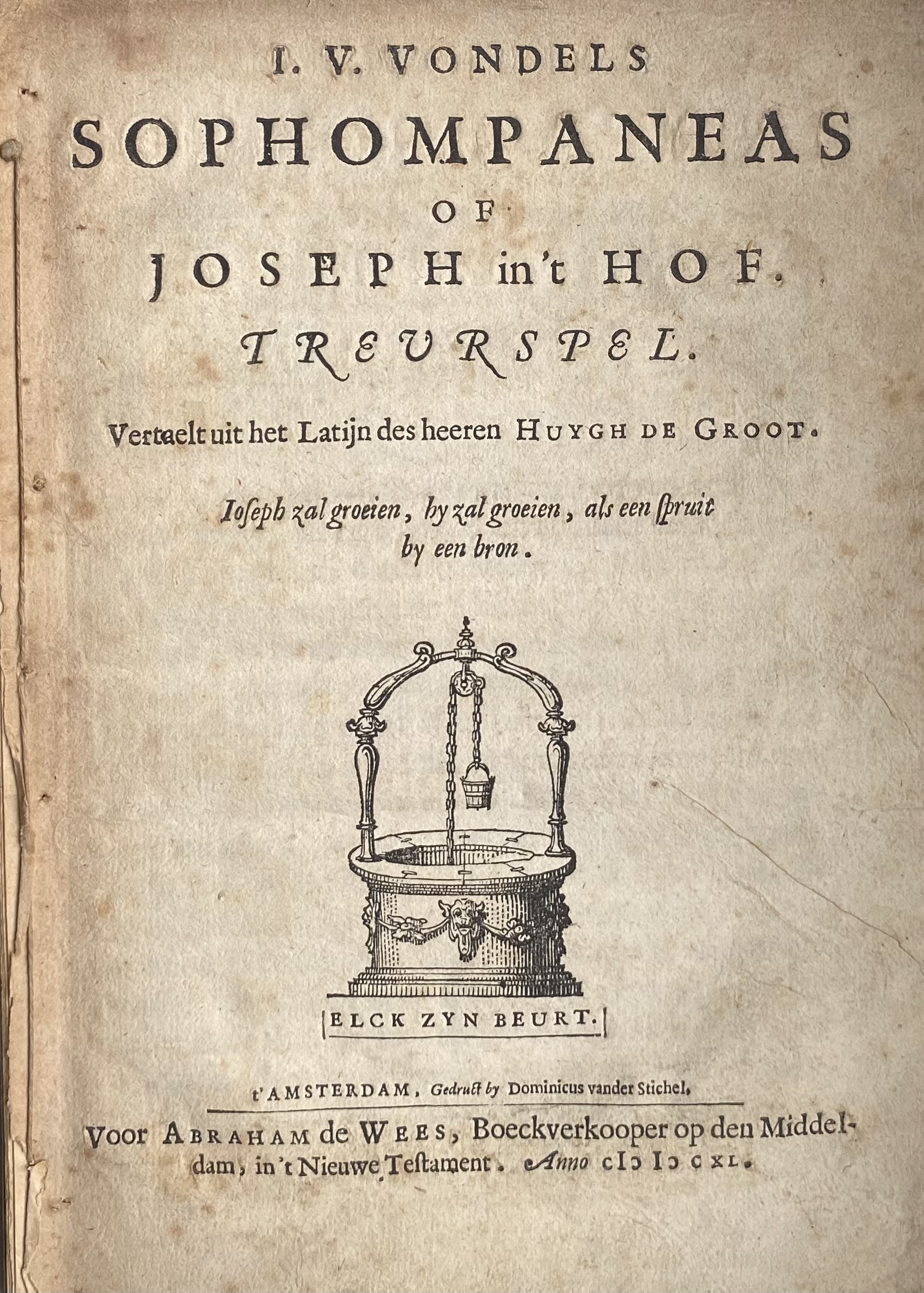
Titelpagina van Vondels Sophompaneas of Joseph in't Hof. Treurspel (1640) met drukkersmerk en devies. Uitgegeven door Abraham de Wees.

Dat niet alleen Vondels werken, maar ook andere werken uit die tijd later geassocieerd zouden worden met de put laat zich uiten in de term ‘putjesdruk’ waarmee in het algemeen wordt verwezen naar 17e-eeuwse uitgaven.

#### Drukken
De Wees was zelf geen drukker en besteedde het drukwerk uit aan onder andere Jacob Lescaille en Dominicus van der Stichel.

### Zakenman
Hoewel De Wees zelf niet dichtte, bezat hij wel genoeg smaak en talent om te kunnen inschatten of een werk wel of niet zou verkopen. Jacob van Lennep beschrijft De Wees als een zakenman die zich niet snel laat afschrikken hetgeen te drukken wat hij verdienstelijk achtte. Zo gaf De Wees het controversiële werk van Vondel Maria Stuart of gemartelde Majesteit uit (dat anoniem is gedrukt en uitgegeven). Toen Vondel voor het schrijven van dit werk een boete van 180 gulden kreeg, betaalde De Wees deze voor hem. De Wees deed dit om te voorkomen dat Vondel financiële schade zou lijden door een werk waar De Wees voordeel uit trok. Daarnaast beschermde De Wees hiermee de belangrijkste broodwinner van de familie, Vondel was namelijk zijn grootste klant. Meer dan de helft van de uitgaven die De Wees op de markt bracht, was van Vondel.
Vondel was niet de enige klant van De Wees; hij gaf ook werken uit van onder andere Samuel Coster (1579-1665), Jan Six (1618-1700) en Hugo de Groot (1583-1645).

### Dood en nazaten
Nadat De Wees in 1654 was overleden, nam zijn vrouw het bedrijf over en gaf nieuwe werken en herdrukken uit als ‘de weduwe van Abraham de Wees’. In 1688 gaat het bedrijf verder onder leiding van Joannes de Wees die nog tot 1711 verschillende werken van Vondel zou herdrukken. Door het voortdurend herdrukken van Vondels werken, werden de naam van de uitgever en Vondel sterk aan elkaar verbonden. Tot begin van de achttiende eeuw zouden de nazaten van Abraham de Wees de rechten op Vondels toneelstukken behouden.

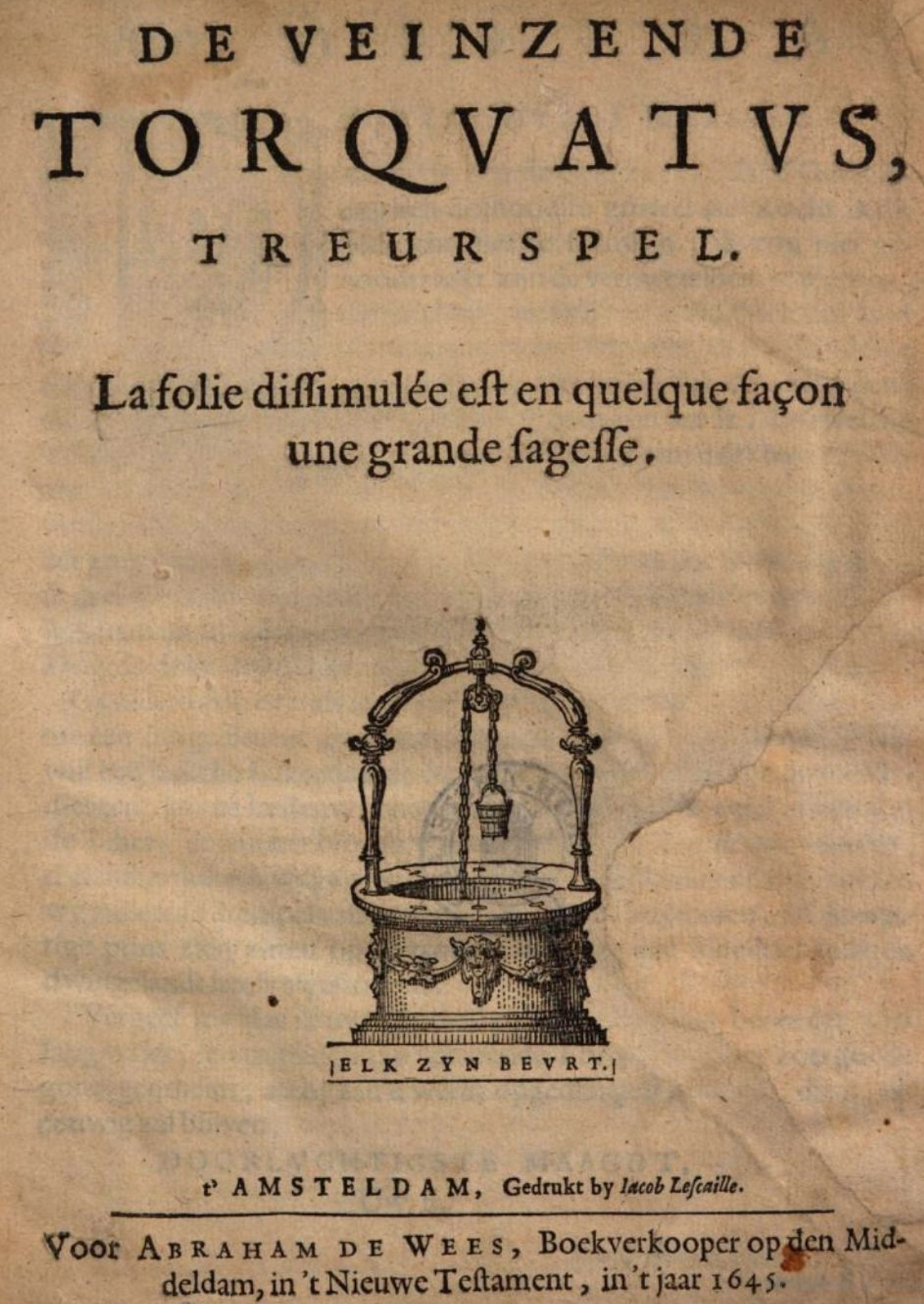
Titelpagina van De Veinzende Torquatus. Treurspel (1645) van Gerard Brandt, met drukkersmerk en devies. Uitgegeven door Abraham de Wees.

## Uitgegeven werken
De Wees gaf alleen Nederlandse werken uit, waarvan sommige vertalingen uit het Frans of Latijn zijn. 
De Wees gaf onder andere de volgende werken uit:
- 1630: Coster, S. Polyxena. Treurspel.
- 1639: Vondel, J. Maegden. Treurspel
- 1639: Vondel, J. Elektra.
- 1640: Vondel, J. (Vertaald door Groot, H.) Sophompaneas of Joseph in’t hof. Treuspel.
- 1640: Vondel, J. Joseph in Egypten.
- 1640: Vondel, J. Joseph in Dothan.
- 1641: Vondel, J. Gebroeders. Treurspel.
- 1641: Vondel, J. Peter en Pauwels. Treurspel.
- 1645: Brandt, G. De veinzende Torquatus, treurspel.
- 1646: Anslo, R, Martelkroon van Steven, de eerste martelaar.
- 1646: Vondel, J. Maria Stuart of Gemartelde majesteit.
- 1646: Vondel, J. Salomon. Treurspel.
- 1648: Six, J. Medea. Treurspel.
- 1652: Groot, H. Bewys van den waerachtigen godtsdienst.
- 1652: Vondel, J. Palamedes of Vermoorde onnozelheit. Treurspel.